# 克羅奧巴赫河
49°30′6″N 12°18′15″E / 49.50167°N 12.30417°E

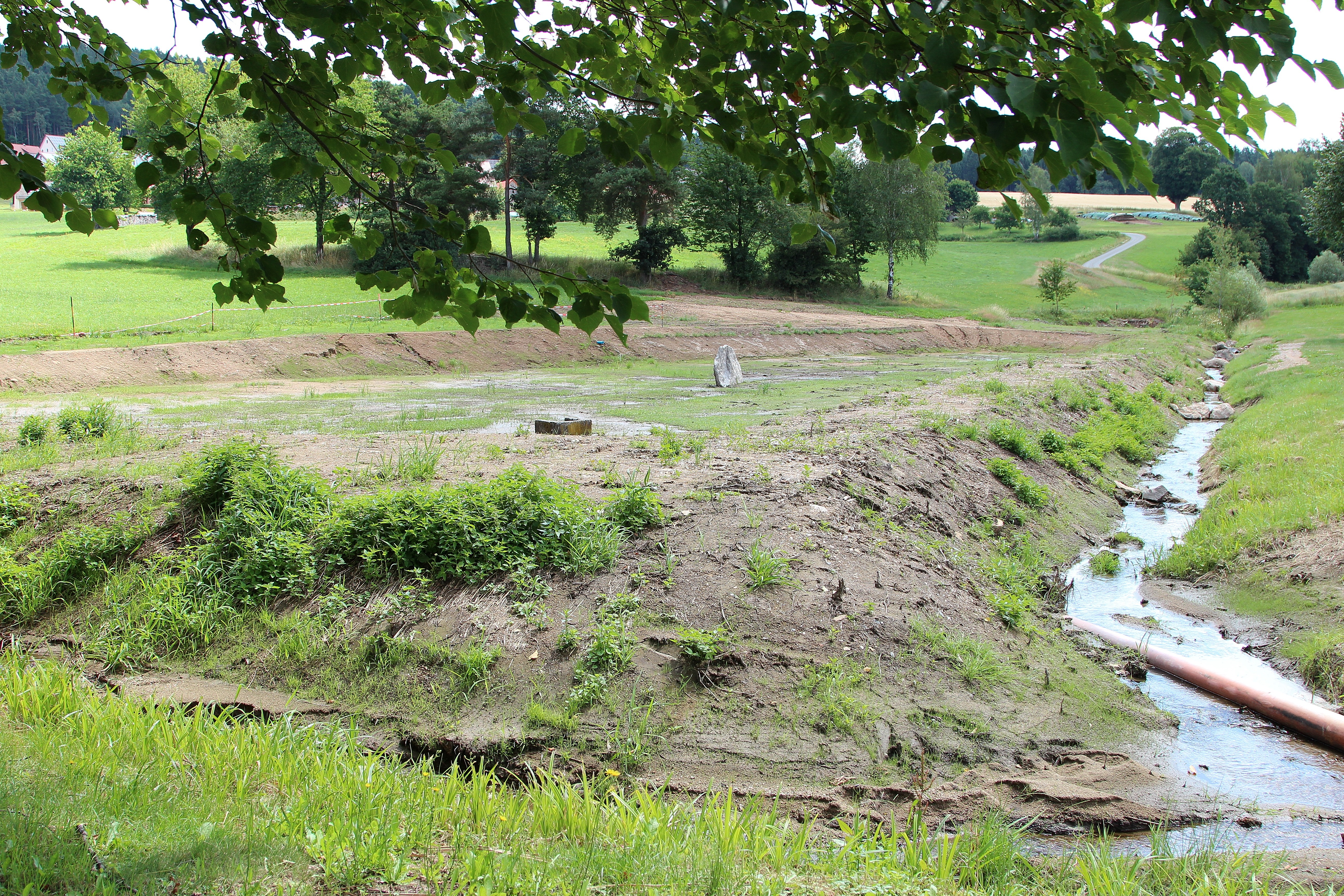

克羅奧巴赫河（德語：Kroaubach），是德國的河流，位於該國東南部，由巴伐利亞負責管轄，屬於格萊里奇河的左支流，河道全長2.4公里，流經施萬多夫縣。